# Vista Hermosa (España)
Vista Hermosa (llamada oficialmente San Xosé de Vista Fermosa) es una parroquia y una entidad de población del municipio español de Orense, en la provincia de Orense, Galicia.

## Toponimia
La parroquia también es conocida por el nombre de San José de Vista Hermosa.

## Organización territorial
La parroquia está formada por tres entidades de población, constando dos de ellas en el nomenclátor del Instituto Nacional de Estadística español:
- A Granxa
- Ervedelo (Erbedelo)
- Vista Fermosa

## Demografía
La entidad de población de  Vista Fermosa no consta ni en las bases de datos del INE ni en las del IGE por lo que se desconocen los datos demográficos de la misma.

### Parroquia
| Gráfica de evolución demográfica de Vista Hermosa (parroquia) entre 2000 y 2023 |
|                                                                                 |
| Datos según el nomenclátor publicado por el INE.                                |